# 烟台山 (烟台市)

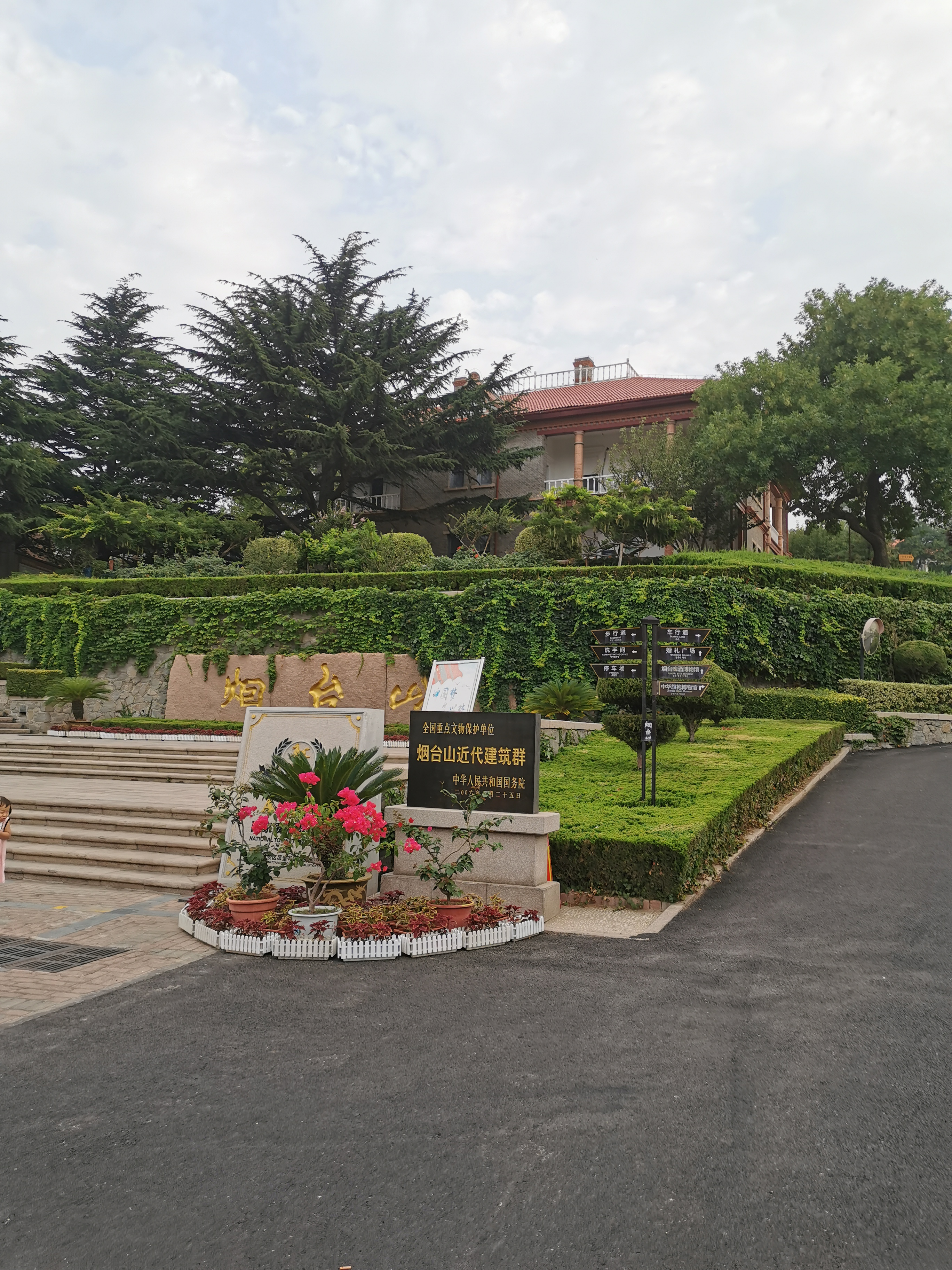
煙台山景區入口

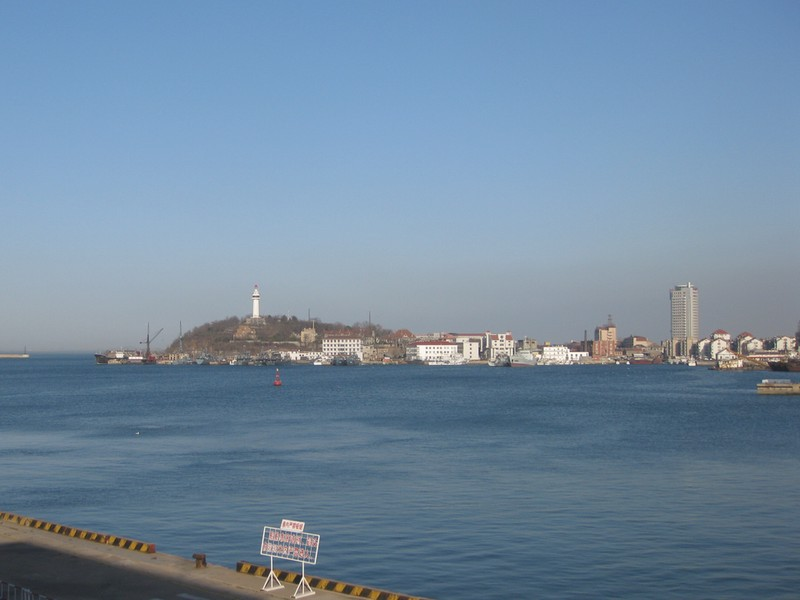
从烟台港远眺烟台山

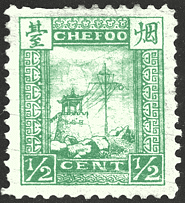
清末烟台邮票，画面主体即为简易灯楼

烟台山是中国山东省烟台市芝罘区内的一座山，位于市中心北部黄海边，海拔42.5米，面积45公顷，三面环海。山上植被较好。目前是中国国家4A级旅游景区和山东省重点文物保护单位。山西侧有海湾名为太平湾，烟台港位于湾内。

## 历史
最初这里名为北山。明朝倭寇肆虐中国沿海，洪武三十一年（1398年）在宁海卫辖区内设奇山守御千户所，所城设在北山以南，并在山上设报警用的“狼烟墩台”，又名“烟墩”，自此北山改名为烟台山，成为后来烟台市名的源头。 
康熙年间，这里被列为“福山八景”之一。清朝末年爆发第二次鸦片战争，清朝战败，《天津条约》中规定开放登州为通商口岸。后英方发现登州水深不够，而烟台山更符合建港条件，便将通商口岸改在此处。1861年8月22日，烟台开埠，成为山东省第一个通商口岸。1862年，清政府将芝罘更名为烟台。
烟台开埠后，英国首先在山上设立领事馆。共有16国在此设立领事馆，其中6座设在烟台山上，除英国外分别为美国、法国、德国、丹麦、日本。随后周边地区发展为外国人聚居区，建有教堂、医院、学校、洋行等。直至1949年，外国驻烟台人员全部撤出。

## 景点

### 狼烟墩台
明朝为抵御倭寇而建，高6.5米，已不存，仅存台基。若遇有敌情，白日燃烧狼粪为烟，夜间则点火向邻台预警。

### 烟台山灯塔
位于烽火台原址。同治五年（1866年）起，英国人控制的东海关在烽火台上建起一座带木柱屋顶的简易灯楼和旗杆，光绪三十一年（1905年）又改建为灯塔，烛光3.3万支，有效射程31.5公里（约17海里）。1986年拆除烽火台及灯塔重建新灯塔，新灯塔由清华大学设计，高49.25米，共十二层，内部设有电梯可直达十一层瞭望台。 新灯塔设有360度旋转照明设施，射程可达55.6公里（约30海里）。新旧灯塔均是烟台市地标，也是进出烟台港的重要航标，但新灯塔由于是拆除原灯塔后重建，故存在争议，2008年烟台市政协曾提出建议将其拆除，重建旧灯塔及烽火台。  

### 燕台石
位于明末所建、现已倾圮的龙王庙内，高2米，长3米，宽2米。传说在建设烽火台之前，每年春季都有大量燕子聚集在石头上，故名。

### 惹浪亭
位于山东北角礁石盘上，建于1982年6月，是观赏日出和海市蜃楼的最佳地点。

### 古栾树
据传为明朝镇守烽火台的官兵所种植，距今约有600年之久。

### 抗日烈士纪念碑
位于龙王庙忠烈祠西侧，碑身高八米，呈五菱柱形，由乳白色花岗岩块砌成，嵌有汉白玉石板。正面刻有“人民英雄永垂不朽”，其余四面刻有烟台市委市政府和市民，全市各界群众团体的挽联，以及在1945年8月24日解放烟台战斗中牺牲的89位将士姓名。纪念碑由烟台市人民政府按照胶东行署指示于1946年五月竖立。

### 冰心纪念馆
馆址原为东海关总检察长官邸，后改建为纪念馆。著名作家冰心（本名谢婉莹）幼年时曾随父母于1903至1911年居住在烟台，馆藏有她曾经的生活用具，照片，著作甚至是珍贵的手稿，再现了她在烟台生活的情景与经历。

### 龙王庙
始建于明朝年间，为当地人祈雨求丰之所，分别在1936，1994和2000等年份进行过多次维修。1936年，当地民众集资维修龙王庙时，将原庙内南院的矮房改建为忠烈祠。

### 领事馆建筑群
烟台山上的6所领事馆中，有4所最具特色：英国领事馆、美国领事馆、日本领事馆、丹麦领事馆。英国领事馆是19世纪早期典型亚洲“外廊式”殖民地样式，历史和研究价值极高。1901年开馆的法国领事馆无专门馆址，设在位于烟台山东路的天主教烟台教区主教府（建于1886年）内办公，其主体建筑20世纪60年代被拆除，一处附属建筑因远离主体建筑而幸存下来，现已整修恢复原貌。德国领事馆旧址，因第一次世界大战德国成为战败国，其领事馆撤消，馆址后因火灾被拆毁。1935年又在位于朝阳街的德国盎斯洋行设代理领事，1943年在盎斯洋行重新设立领事馆。盎斯洋行旧址尚存。另外1902年开馆的奥匈帝国领事馆无专门馆址，设在中国企业张裕公司内办公。烟台山下还有俄罗斯、挪威、芬兰、意大利四国领事馆。俄国领事馆馆址，位于大马路东段，建于1904年；挪威领事馆馆址，位于海岸街，建于1904年；芬兰领事馆馆址，位于海岸街与挪威领事馆相邻，建于1906年；意大利领事馆馆址，位于东太平街北首，建于1906年。

## 烟台山医院
烟台山医院是法国政府资助天主教会在烟台山兴建的慈善医院，始建于1860年，当时名为“天主教施医院”，又称法国医院，创办人为天主教方济会法国籍总长姆姆玛得伦得爬逊。是烟台第一家使用X光设备、以西医疗法为主的医院。日本占领烟台期间更名为公济医院，中国共产党取得烟台管理权后曾用过工人医院、市立第二医院的名称。原有建筑因规模过小已被拆除。